# 마우콩
마우콩 필리피 시우바 지 올리베이라(포르투갈어: Malcom Filipe Silva de Oliveira, 1997년 2월 26일, 상파울루 ~ )는 브라질의 축구 선수이다. 현재 사우디 프로페셔널리그의 알힐랄에서 공격수로 뛰고 있다.
코린치앙스에서 경력을 시작하여, 2014년에 프로 데뷔를 하고 캄페오나투 브라질레이루 세리이 A 2015 우승을 차지했다. 2016년 1월에, 보르도로 이적되어, 2년 반이라는 시간 동안 96 경기 출장 23 골을 넣었다. 2018년에 계약금 410만 유로에 바르셀로나와 계약을 맺었다. 1년 뒤, 이적료 400만 유로에 제니트와 계약을 맺었다.

## 클럽 경력

### 코린치앙스
상파울루에서 태어난 마우콩은 고향팀인 코린치앙스의 유소년 팀에서 선수 경력을 시작했다.  2014년 초에, 그는 상파울루주 유소년 축구 대회에서 산투스에 뒤이어 준우승을 차지한 팀의 주전으로 활약했다.
그는 마누 메네제스 감독의 눈에 띄어 1군으로 콜업되었고, 2014년 3월 19일에 열린 코파 두 브라지우 1라운드 경기인 바이아 지 페이라 원정전에서 성인 무대 데뷔전을 치렀는데, 2–0 승리를 거두고 있는 중에 경기 종료 10분을 남겨두고 자드송과 교체되며 경기장을 누렸다. 4일 뒤에 그는 그의 유일한 캄페오나투 파울리스타 시즌을 치렀으며, 아틀레치쿠 소로카바를 홈에서 3-0으로 이긴 경기에서 루시아누의 교체 선수로 뛰었다.
마우콩은 홈에서 플라멩구를 2-0으로 이긴 경기에 호마리뉴의 후보 선수로 출전한 2014년 4월 27일에 캄페오나투 브라질레이루 세리이 A 데뷔전을 치렀다. 그는 9월 18일에 프로 데뷔 첫 득점을 했는데, 아레나 코린치앙스에서 샤페코엔시와의 경기에서 1-1 동점골을 넣었다.
그는 캄페오나투 브라질레이루 세리이 A 2015 당시 팀의 1군 주전이었다. 그는 코린치앙스에서 뛰는 동안 합계 70경기에 출전하여 10골을 넣었다.

### 보르도

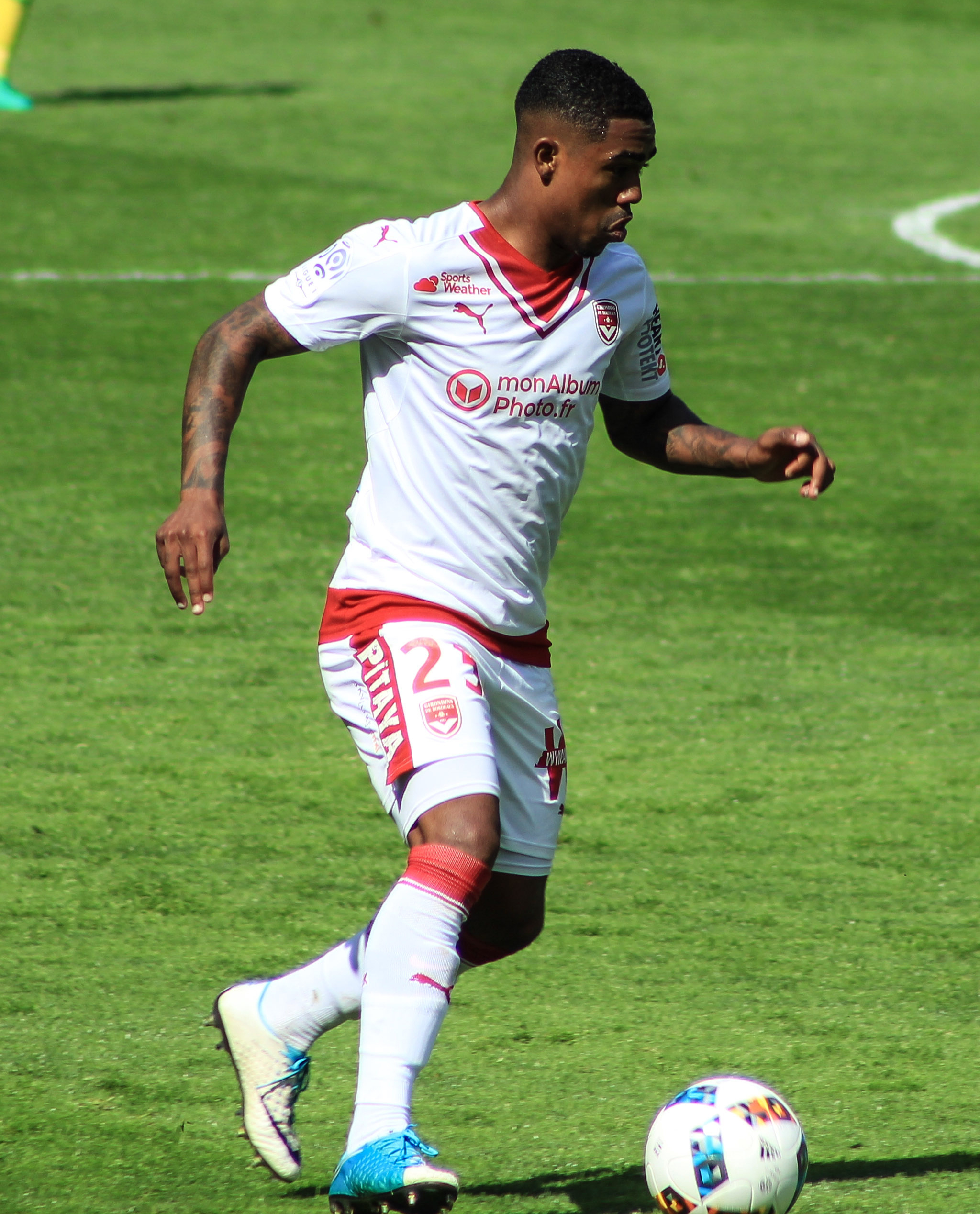
2017년에 보르도에서 뛰는 마우콩

프랑스 축구 클럽 보르도은 2016년 1월 31일에 마우콩과 계약을 맺으며, 선덜랜드로 향하는 와흐비 카즈리를 대체하였다. 보르도는 마우콩의 경제적 권리의 절반에 대해 5백만 유로를 지불했다.
마우콩은 1주 뒤 리그 1 데뷔를 했으며, 생테티엔에 홈에서 4-1로 패한 경기에서 선발로 출전하여 69분에 토마 투레와 교체되었다. 2월 10일에, 그는 누보 스타드 드 보르도에서 열린 쿠프 드 프랑스에서 경기 종료 16분을 남겨두고 그의 보르도 소속 첫 골을 넣어, ‘지롱댕’을 추가 시간에 3-2로 만들었으나 3–4로 낭트에 패하고 말았다. 4월 30일이 되어서야, 4-2로 승리한 트루아 전에서 셰이크 디아바테의 골을 도우며 어시스트를 해냈고, 그 다음주 홈에서 3–0 승리를 거둔 로리앙 전에서 시즌 첫 골을 넣었다.
2017년 9월 27일에, 마우콩은 2021년 6월까지 그를 남게 하는 새 계약을 맺었다. 마우콩의 보르도 마지막 시즌은 리그에서 모두 12골을 넣으며 최대의 성과였다. 이 기록은 추가 시간에 장거리 동점골을 포함한 리옹과 3-3 무승부 젼에서 그의 두 골로 시작했다.
몇 차례 영향력 있는 모습들을 선보이며, 그는 빠르게 보르도 팬들에게 인기있는 선수가 되었고, 세 시즌을 보내며 모든 대회 96 경기 출장 23골을 넣었다. 2017년 12월 1일에 열린 디종 전에서의 마우콩의 장거리 골은 프랑스 프로 축구 선수 조합상의 올 시즌 최고의 골에 선정되었다.

### 바르셀로나
2018년 7월 24일에, 스페인 축구단 바르셀로나는 알려진 이적료 4,100만 유로에 추가금 100만 유로의 5년 기간 마우콩의 계약을 발표하였다. 코린치앙스는 이적료의 2.5%를 받았다.
마우콩은 팬들이 공항에서 그의 도착을 기다리는등 이전에는 로마 행이 유력했었고 로마의 스포츠 디렉터 몬치는 바르셀로나를 상대로 법적 대응을 고려하고 있다고 하였다.
유럽연합 여권이 없는 선수들에 대한 제한으로 인해, 마우콩은 수페르코파 데 에스파냐 2018를 우승했던 바르셀로나 선수 명단에서 제외되었다. 8월 25일에, 그는 호세 소리야에서 레알 바야돌리드를 1-0으로 이긴 경기에서 바르셀로나 공식 데뷔전을 치렀으며, 경기 종료 6분을 남겨두고 필리피 코치뉴와 교체로 출전했다. 11월 6일에, 마우콩은 UEFA 챔피언스리그에서 인테르 밀란과 1-1 원정 무승부가 벌어진 경기에서 바르셀로나 소속 공식 첫 골을 넣었다. 2019년 2월 6일에, 마우콩은 레알 마드리드와 코파 델 레이 준결승 1차전에서 깜짝 선발 기회를 받았고, 1-1 동점골을 넣었다. 2019년 4월 2일에, 마우콩은 비야레알 CF와 4-4로 비긴 원정 경기에서 라리가 첫 골을 넣었다.

### 제니트
2019년 8월 2일에, 마우콩은 제니트 상트페테르부르크를 4천만 유로와 €5백만 유로 옵션에 5년 계약으로 입단했다. 그는 다음날인 크라스노다르와 1-1로 홈에서 비긴 경기의 71분에 알렉세이 수토르민의 교체 선수로 데뷔전을 치렀다. 부상 때문에, 그는 10월 4일까지 64분만을 뛰었다. 그는 2020년 2월 29일에 경기장으로 복귀해, 로코모티프 모스크바와 홈경기에서 골 없이 90분을 누볐다.
2021년 5월 2일에, 그는 6-1로 이긴 당시 2위였던 로코모티프 모스크바와의 경기에서 결승골을 넣으며 제니트의 3년속 타이틀 확보를 이루었다.

### 알힐랄
2023년 7월 26일, 사우디 프로페셔널리그의 알힐랄과 4년 계약을 맺고 이적했다. 언론 보도에 따르면 이적료는 6천만 유로이다.

## 국가대표팀 경력
마우콩은 우루과이에서 열린 남미 유소년 축구 선수권대회에 참가하는 브라질 U-20 축구 국가대표팀에 소집되어, 6경기에 출전해 1골을 넣었으며 브라질은 4위로 대회를 마감했다.
그 뒤에, 그는 뉴질랜드에서 열린 2015년 FIFA U-20 월드컵에 출전 예정이었던 케네지의 대체 선수로 소집되었다. 마우콩은 결승전을 포함해 5경기에 출전했으며, 결승에서 브라질은 세르비아에 패했다.
2018년 9월에, 마우콩은 사우디아라비아와 아르헨티나와의 친선전을 앞두고 성인 대표팀 감독 치치에게 성인 팀에 소집되었다.
2021년 6월 17일에, 마우콩은 2020년 하계 올림픽에 출전하는 브라질 선수단에 이름을 올렸으나, 소속 팀 제니트의 대회 참여가 거부된 뒤 대체되었다. 그렇지만 도글라스 아우구스투의 부상 이후이자 대회 직전인 7월 14일에, 제니트와 문제가 해결되고 브라질 대표팀에 합류한다는 것이 발표되었다. 2021년 8월 7일에, 그는 스페인과의 올림픽 결승전에서 추가 시간에 2-1 승리 결승골을 넣었다.

## 개인사
마우콩의 아버지는 아프리카계 미국인 운동가 말콤 X에서 그의 이름을 지었다.
2015년 7월에, 상파울루주 당국은 보통은 세 달이 걸리는 운전 면허를 마우콩이 18번째 생일이 지난 지 단 20일 만에 얻은 부정 행위를 적발해냈다.
마우콩은 2017년 9월 보르도 시절에 소셜 미디어 행위로 비판을 받았는데, 파리 생제르맹에 대패를 한 뒤 상대 팀 선수인 네이마르와 같이 있는 사진을 올리고, 세 달 뒤에 패배 후 경기장 밖에서 팀 동료 선수들과 같이 장난스러운 동영상을 찍었었다.

## 경력 통계

### 클럽
2021년 7월 17일  기준
| 클럽                    | 시즌      | 리그                | 리그 | 리그 | 컵   | 컵 | 리그컵 | 리그컵 | 대륙 | 대륙 | 그외 | 그외 | 합계 | 합계 |
| 클럽                    | 시즌      | 리그                | 출장 | 골   | 출장 | 골 | 출장   | 골     | 출장 | 골   | 출장 | 골   | 출장 | 골   |
| ----------------------- | --------- | ------------------- | ---- | ---- | ---- | -- | ------ | ------ | ---- | ---- | ---- | ---- | ---- | ---- |
| 코린치앙스              | 2014      | 세리이 A            | 20   | 2    | 3    | 0  | —      | —      | 0    | 0    | 1    | 0    | 24   | 2    |
| 코린치앙스              | 2015      | 세리이 A            | 31   | 5    | 2    | 0  | —      | —      | 3    | 0    | 10   | 3    | 46   | 8    |
| 코린치앙스              | 합계      | 합계                | 51   | 7    | 5    | 0  | —      | —      | 3    | 0    | 11   | 3    | 70   | 10   |
| 보르도                  | 2015-16   | 리그 1              | 12   | 1    | 1    | 1  | 0      | 0      | 0    | 0    | —    | —    | 13   | 2    |
| 보르도                  | 2016-17   | 리그 1              | 37   | 7    | 4    | 2  | 4      | 0      | —    | —    | —    | —    | 45   | 9    |
| 보르도                  | 2017-18   | 리그 1              | 35   | 12   | 1    | 0  | 0      | 0      | 2    | 0    | —    | —    | 38   | 12   |
| 보르도                  | 합계      | 합계                | 84   | 20   | 6    | 3  | 4      | 0      | 2    | 0    | —    | —    | 96   | 23   |
| 바르셀로나              | 2018–19   | 라리가              | 15   | 1    | 6    | 2  | —      | —      | 3    | 1    | 0    | 0    | 24   | 4    |
| 제니트 상트페테르부르크 | 2019–20   | 러시아 프리미어리그 | 12   | 4    | 3    | 0  | —      | —      | 0    | 0    | 0    | 0    | 15   | 4    |
| 제니트 상트페테르부르크 | 2020–21   | 러시아 프리미어리그 | 21   | 3    | 0    | 0  | —      | —      | 3    | 0    | 1    | 0    | 25   | 3    |
| 제니트 상트페테르부르크 | 2021–22   | 러시아 프리미어리그 | 0    | 0    | 0    | 0  | —      | —      | 0    | 0    | 1    | 0    | 1    | 0    |
| 제니트 상트페테르부르크 | 합계      | 합계                | 33   | 7    | 3    | 0  | —      | —      | 3    | 0    | 2    | 0    | 41   | 7    |
| 경력 합계               | 경력 합계 | 경력 합계           | 183  | 35   | 20   | 5  | 4      | 0      | 11   | 1    | 13   | 3    | 231  | 44   |

1. 1 2  캄페오나투 파울리스타 출장
2. ↑  코파 리베르타도레스 출장
3. ↑  UEFA 유로파리그 출장
4. 1 2  UEFA 챔피언스리그 출장
5. 1 2  러시아 슈퍼컵 출장

## 수상
코린치앙스
- 캄페오나투 브라질레이루 세리이 A: 2015

바르셀로나
- 라리가: 2018–19

제니트 상트페테르부르크
- 러시아 프리미어리그: 2019–20,[46] 2020–21
- 러시아 컵: 2019–20[47]
- 러시아 슈퍼컵: 2020,[48] 2021[49]

브라질 U20
- FIFA U-20 월드컵 준우승: 2015[50]

브라질 U23
- 올림픽: 2020

브라질
- 수페르클라지쿠 지 라스 아메리카스: 2018

개인상
- 리그 1 올 시즌의 골: 2017–18[21]